# Державне агентство України з питань мистецтв та мистецької освіти
Державне агентство України з питань мистецтв та мистецької освіти (Держмистецтв) є центральним органом виконавчої влади. Діяльність агентства спрямовує і координує Кабінет Міністрів України через Міністра культури та стратегічних комунікацій.
Держмистецтв реалізовує державну політику у сфері мистецтв та спеціалізованої мистецької освіти, а також вносить на розгляд Міністра культури та стратегічних комунікацій пропозицій щодо формування державної політики у цій сфері.

## Історія
У грудні 2019 року Кабінет Міністрів України затвердив Положення про Державне агентство України з питань мистецтв і Положення про Державне агентство України з питань мистецької освіти
27 травня 2020 року Кабінет Міністрів України перейменував Державне агентство з питань мистецтв на Державне агентство з питань мистецтв та мистецької освіти і ліквідував Державне агентство з питань мистецької освіти.

## Керівництво
Голова Державного агентства України з питань мистецтв та мистецької освіти — Россошанська Ольга Валентинівна (з 11 квітня 2025 року).
Заступник Голови Держмистецтв з питань цифрового розвитку, цифрових трансформацій і цифровізації — Лихоліт Максим Михайлович (з 29 липня 2022 року)

## Голови Держмистецтв
- Россошанська Ольга Валентинівна (з 15 липня 2022 року, в. о. Голови; з 11 квітня 2025 року на посаді Голови)
- Григоренко Галина Володимирівна (з 19 лютого 2020 року по 15 липня 2022 року)[5][6].

## Пов'язані особи
- Швед Михайло Богданович  (з 12 серпня 2022 року по 27 грудня 2022 року Заступник Голови Держмистецтв)[7]

## Діяльність (мистецтво)
Діяльність спрямована на те, щоб зробити мистецтво доступним для кожного громадянина України та допомогти митцям реалізувати свій творчий потенціал на теренах рідної держави. 
Держмистецтв здійснює організаційно-методичний супровід присудження премій за досягнення у сфері культури і мистецтва:
- Премія імені Леся Курбаса (театральне мистецтво)
- Літературна премія імені Григорія Кочура (літературний переклад)
- Премія імені Миколи Гоголя (література)
- Державна літературна премія імені Олеся Гончара (література)
- Премія імені Шолом-Алейхема (література)
- Премія імені Миколи Лисенка (музичне мистецтво)
- Премія імені Бориса Лятошинського (музичне мистецтво)
- Премія імені Левка Ревуцького (музичне мистецтво)
- Премія імені Віктора Косенка (музичне мистецтво)
- Премія імені Катерини Білокур (образотворче мистецтво)
- Премія імені Михайла Дерегуса (образотворче мистецтво)
- Премія імені Анатолія Шекери (хореографічне мистецтво)

Держмистецтв організовує в установленому порядку роботу з:
1) надання грантів Президента України молодим діячам культури і мистецтв для створення і реалізації творчих проєктів та ініціює заснування нових грантів для реалізації творчих проєктів;
2) надання стипендій Президента України для молодих письменників і митців у сфері музичного, театрального, образотворчого, хореографічного, естрадно-циркового мистецтва;
3) надання стипендій Президента України для молодих майстрів народного мистецтва.

## Діяльність (мистецька освіта)
Держмистецтв реалізує державну політику у сфері спеціалізованої мистецької освіти: здійснює надання всебічної підтримки діяльності мистецьких шкіл, мистецьких ліцеїв, коледжів та закладів вищої мистецької освіти, провадить моніторинг системи мистецької освіти та формування пропозицій щодо посилення її спроможності і розвитку.
Також Держмистецтв відповідно до покладених на нього завдань:
- забезпечує в установленому порядку організацію та проведення атестації педагогічних працівників закладів (установ) освіти сфери культури та Державного науково-методичного центру змісту культурно-мистецької освіти[13];
- забезпечує організацію та супровід вступної кампанії до закладів вищої та фахової передвищої мистецької освіти
- здійснює роботу з розробки проєктів нових стандартів у сфері мистецької освіти, забезпечуючи їхнє належне опрацювання та узгодження.

## Мистецькі проєкти, що були створені та реалізовані за участі Держмистецтв
- 150 імен Лесі України — мистецький проєкт присвячений 150-річчю від дня народження видатної української письменниці Лесі Українці
- Василь Стефаник: мистецький проєкт до 150-річчя — мистецький проєкт присвячений 150-річчю українського новеліста Василя Стефаника
- Світ Сковороди — мистецький проєкт присвячений 300-річчю від дня народження видатного українського мислителя та письменника Григорія Сковороди
- Фестиваль «Барви Життя» — Всеукраїнський щорічний фестиваль людей з інвалідністю «Барви життя»
- Zeмля: неймовірна Україна — виставка-досвід присвячена 30-річчю Незалежності України
- Проект «Моя Незалежність» — 26 історій про 26 талановитих українців, які розповідають, що для них означає незалежність
- «КОВЧЕГ «УКРАЇНА»: десять століть української музики» — концерт-подорож, що поєднав традиційну і класичну музику, шедеври українського образотворчого мистецтва і новітні технології
- Щедрик: магія Різдва/Shchedryk: celebrating Christmas magic — святковий концерт та 3D мапінг. Під час концерту прозвучала як улюблена мелодія «Щедрик», так й інші українські різдвяні колядки та пісні
- Мистецька акція «Вільне небо/Free Sky» — проводилась під час війни на підтримку заклику народу України та Президента України до світових лідерів закрити небо над нашою державою